# Жозе-ди-Фрейтас

Жозе-ди-Фрейтас на карте штата.

Жозе-ди-Фрейтас (порт. José de Freitas) — муниципалитет в Бразилии, входит в штат Пиауи. Составная часть мезорегиона Северо-центральная часть штата Пиауи. Входит в экономико-статистический микрорегион Терезина. Население составляет 37 085 человек на 2010 год. Занимает площадь 1538,176 км². Плотность населения — 24,11 чел./км².

## Демография
Согласно сведениям, собранным в ходе переписи 2010 г. Национальным институтом географии и статистики (IBGE), население муниципалитета составляет:
| Полное население                               | Полное население                               | Полное население                               | Полное население                               | 37 085 |
| ---------------------------------------------- | ---------------------------------------------- | ---------------------------------------------- | ---------------------------------------------- | ------ |
| в том числе:                                   | Городское население                            | 21 601                                         | Процент городского населения, %                | 58,25  |
|                                                | Сельское население                             | 15 484                                         | Процент сельского населения, %                 | 41,75  |
|                                                | Мужское население                              | 18 522                                         | Процент мужского населения, %                  | 49,94  |
|                                                | Женское население                              | 18 563                                         | Процент женского населения, %                  | 50,06  |
| Плотность населения, чел/км²                   | Плотность населения, чел/км²                   | Плотность населения, чел/км²                   | Плотность населения, чел/км²                   | 24,11  |
| Население муниципалитета в % к населению штата | Население муниципалитета в % к населению штата | Население муниципалитета в % к населению штата | Население муниципалитета в % к населению штата | 1,19   |

По данным оценки 2016 года, население муниципалитета составляет 38 314 жителей.

## Статистика
- Валовой внутренний продукт на 2003 год составляет 67 102 513,00 реалов (данные: Бразильский институт географии и статистики).
- Валовой внутренний продукт на душу населения на 2003 год составляет 1960,86 реалов (данные: Бразильский институт географии и статистики).
- Индекс развития человеческого потенциала на 2000 год составляет 0,615 (данные: Программа развития ООН).